# Dark Ozz
Marcos Tinajero (nacido el 30 de enero de 1975) es un luchador profesional mexicano conocido bajo los nombres de Ozz / Dark Ozz, un personaje face (conocido como «técnico» en la lucha libre mexicana), conocido por su trabajo en Asistencia Asesoría y Administración, hoy Lucha Libre AAA Worldwide (AAA), ha sido parte de The Black Family desde que se formó. Durante su tiempo en The Black Family, Ozz ha sido miembro de Lucha Libre Latina (LLL) y La Secta del Mesías, su predecesora La Secta Cibernética y La Legión Extranjera, pero ahora The Black Family es su propia entidad independiente.

## Carrera de lucha libre profesional

### Asistencia Asesoría y Administración
Después de entrenar con uno de los entrenadores de lucha libre más prolíficos de México, Jorge «Skayde» Rivera, hizo su debut en 1996. Comenzó trabajando bajo varias máscaras coloridas con los gimmick face (conocido como «técnico» en lucha libre mexicana) de «Ángel del Misterio» y «Rey Dragón». En 1999, presentaría el gimmick que hizo que los promotores lo notaran y le dieran un push: Path Finder. Como Path Finder, formó equipo con El Alebrije, El Felino y Oscar Sevilla perdiendo ante Abismo Negro, Electroshock, Pentagón II y Gran Apache en Verano de Escándalo (1999). También competiría sin éxito en el torneo Rey de Reyes de 2000, donde perdió en la ronda de clasificación ante Charly Manson. Más tarde ese año fue uno de los luchadores de AAA elegidos para hacer una gira por Japón y formó equipo con Perro Aguayo Jr. y El Alebrije para derrotar a los equipos de Los Vatos Locos (Charly Manson, Picudo y Espíritu), Team Japan (Naomichi Marufuji, Minoru Tanaka y Genki Horiguchi) y Los Vipers (Histeria, Psicosis II y Maníaco) en una de las peleas destacadas en Triplemanía VIII. Su última aparición importante como Path Finder fue el 29 de septiembre de 2000, cuando se asoció con Oscar Sevilla, Ludxor y Pegasso para derrotar a Gran Apache y Los Diablicos (Mr. Condor, Marabunta y Angel Mortal) en una lucha por equipos de ocho personas «Atómicos» en Verano de Escándalo (2000).

#### The Black Family
A principios de 2001, realizó un cambio radical tanto en su apariencia, su gimmick y su alineación como luchador. El Path Finder enmascarado, volador y amigable con los fanáticos desapareció; en su lugar, fue reinventado como un villano con cara pintada, oscuro y aspecto gótico llamado Ozz. Se asoció con otros cuatro luchadores que tenían o adoptaron apariencias y actitudes similares para formar el grupo The Black Family. Los otros luchadores fueron Charly Manson, Escoria y Cuervo. Al principio de la vida del grupo, Charly Manson sufrió una lesión grave tras caerse de una escalera durante un ladder match, lo que lo dejó fuera de la lucha libre durante un largo período. The Black Family entonces trajo a Chessman para ser el cuarto miembro. Casi al mismo tiempo que Chessman se unió a The Black Family, el grupo pasó a formar parte de Lucha Libre Latina (LLL), una versión mexicana del New World Order, un grupo liderado por el viejo amigo de Chessman, Cibernético. Aunque formaban parte de un grupo mucho más grande, los cuatro hombres todavía trabajaban como una unidad, un stable dentro del stable.
The Black Family hizo su primera aparición en un gran espectáculo en Verano de Escándalo (2001) donde perdieron una lucha de eliminación ante Los Vatos Locos (Espíritu, Nygma, Silver Cat y Picudo), también en la lucha estuvieron Los Vipers (Psicosis II, Histeria, Maniaco y Mosco de la Merced) y Los Exóticos. El equipo no hizo otra aparición importante en un espectáculo hasta un año después, cuando desafiaron sin éxito a Los Vatos Locos por el Campeonato Nacional Atómicos en Verano de Escándalo (2002). Ese desafío fue el primero de muchos a medida que The Black Family comenzó a perseguir el título de Atómicos y a tener un feudo con Los Vatos Locos. Cuando Los Vatos Locos perdieron los títulos ante otras personas a finales de 2002, The Black Family comenzó a apuntar hacia los nuevos campeones, Oscar Sevilla y Los Barrio Boys (Alan, Billy Boy y Decnis). Cuando Charly Manson regresó a la acción, se puso del lado de Los Vipers en lugar de The Black Family, lo que llevó a una lucha en Guerra de Titanes (2002), donde The Black Family derrotó a Manson, Histeria, Mosco de la Merced y Psicosis II. El 18 de julio de 2003, The Black Family ganó su primer campeonato como unidad cuando derrotaron a Oscar Sevilla y Los Barrio Boys por el título de Atómicos, pero su reinado solo duró 31 días antes de que Sevilla y Los Barrio Boys recuperaran los títulos. Pasaría poco más de un año antes de que The Black Family tuviera otra oportunidad por los títulos, ya que los ganaron el 20 de agosto de 2004.

#### La Secta
En 2005, Cibernético formó un nuevo grupo llamado La Secta Cibernética que incluía a sus amigos Charly Manson y Chessman y a través de la membresía de Chessman, The Black Family también fue invitada a unirse a este nuevo supergrupo. El grupo asistió a Cibernético en su lucha con La Parka (la versión AAA), siendo incapaces de evitar que fuera desenmascarado en Triplemanía XII. Más tarde ese mismo año llegó Muerte Cibernética para vengarse de La Parka. Cuando Cibernético sufrió una grave lesión de rodilla, Muerte Cibernética tomó las riendas del grupo y expulsó a Cibernético. Muerte Cibernética fue desenmascarado por La Parka dos años después de que Cibernético fuera desenmascarado. Después de mantener los títulos de Atómicos durante 789 días, The Black Family perdió ante los Mexican Powers (Crazy Boy, Juventud Guerrera, Joe Líder y Psicosis II) el 18 de octubre de 2006. No mucho después de perder los títulos en parejas, Chessman se volvió técnico y se alió con Cibernético y Charly Manson para formar Los Hell Brothers, luchando contra La Secta, ahora conocida como La Secta del Mesías ya que Muerte Cibernética cambió su nombre a El Mesías. Con Chessman fuera de The Black Family, el equipo invitó a Espíritu a dejar Los Vatos Locos y unirse a ellos, la invitación fue aceptada sin ninguna fricción por parte del resto de Los Vatos Locos. Durante el año 2006 La Secta del Mesías pasó a formar parte del supergrupo de rudos conocido como La Legión Extranjera, convirtiendo a The Black Family en un subgrupo de un subgrupo. En algún momento de 2006, los cuatro miembros de The Black Family cambiaron ligeramente sus nombres agregando la palabra «Dark» delante de sus nombres, por lo que Ozz se convirtió en Dark Ozz, aunque los nombres se usan indistintamente.
A principios de 2007, Ozz se asoció con Cuervo para competir en un torneo de 16 equipos para coronar a los primeros Campeones Mundiales en Parejas de AAA. Al final, cuatro equipos se enfrentaron en la final del torneo Rey de Reyes 2007. Dark Ozz y Dark Cuervo derrotaron a The Mexican Powers (Crazy Boy y Joe Líder), Los Guapos (Alan Stone y Zumbido) y Real Fuerza Aérea AAA (Pegaso y Super Fly) en una lucha de eliminación para ganar los títulos. Ozz se convirtió en doble campeón cuando The Black Family ganó los títulos Atómicos a los Mexican Powers el 20 de mayo de 2007. La situación de doble título sólo duró hasta Triplemanía XV, donde el equipo de Mexican Powers de Crazy Boy y Joe Líder ganó el Campeonato en Parejas de AAA.

#### Fin de La Secta
A principios de 2008, El Mesías y el resto de La Secta fueron expulsados de La Legión Extranjera, y La Legión dejó a El Mesías fuera de servicio por un tiempo. Cuando El Mesías regresó a la competencia activa, la tensión comenzó a crecer entre The Black Family y El Mesías. Las tensiones culminaron después de que El Mesías perdiera un Steel Cage Street Fight ante Vampiro en Verano de Escándalo (2008), lo que llevó a The Black Family a atacar a El Mesías y cortar oficialmente su relación. Después de disolver La Secta del Mesías, Dark Ozz asumió el liderazgo del grupo cuando comenzaron su feudo con El Mesías. Durante el otoño y el invierno de 2008, tanto Charly Manson como Chessman hicieron insinuaciones sobre su posible regreso a The Black Family, pero Manson se lesionó y lo sacaron de la televisión, mientras que Chessman se volvió contra el grupo después de fingir amistad. El 9 de enero de 2009, Chessman se asoció con Los Psycho Circus (Killer Clown, Psycho Clown y Zombie Clown) para poner fin al reinado con el título de Atómicos de The Black Family. En noviembre y diciembre de 2010, Ozz y Cuervo participaron en la World's Strongest Tag Determination League de All Japan Pro Wrestling. El dúo logró ganar cuatro de sus ocho combates en el torneo y terminó quinto entre nueve equipos en la clasificación final.

#### El Inframundo
En mayo de 2011, Ozz, Cuervo y Espíritu se unieron a La Parka y Drago para formar el grupo técnico, El Inframundo, y luchar contra Los Bizarros de Cibernético, que también incluía a su excompañero de cuadra Escoria. Ozz y Cuervo regresaron a All Japan Pro Wrestling en septiembre de 2011 y, después de que Ozz venciera al Campeón Mundial en Parejas KENSO en una lucha en equipos de seis hombres, fueron nombrados los contendientes número uno al título de KENSO y The Great Muta.  El 9 de octubre en Héroes Inmortales, La Parka cambió a rudo y saltó a Los Perros del Mal. El 23 de octubre, Ozz y Cuervo derrotaron a Muta y KENSO para ganar el Campeonato Mundial en Parejas. Ozz y Cuervo regresaron a AAA el 16 de diciembre en Guerra de Titanes, junto con Vampiro, quien reemplazó a La Parka como líder de El Inframundo. Después de regresar a Japón, Ozz y Cuervo perdieron el Campeonato Mundial en Parejas ante Manabu Soya y Takao Omori en su cuarta defensa del título el 20 de marzo de 2012.

#### La Secta Bizarra Cibernética
El 18 de agosto de 2012, los exmiembros de La Secta se unieron al grupo del exlíder Cibernético Los Bizarros para formar La Secta Bizarra Cibernética. El 2 de agosto de 2013, toda La Secta se volvió contra Cibernético, formando una nueva versión rudo del stable. En noviembre, Ozz, junto con Cuervo, regresaron a All Japan para participar en la World's Strongest Tag Determination League 2013, donde terminaron con un récord de dos victorias y cinco derrotas, sin poder avanzar desde su bloque.

## Campeonatos y logros
- All Japan Pro Wrestling
  - World Tag Team Championship (1 vez) – con Dark Cuervo [18]
- Asistencia Asesoría y Administración
  - Campeonato Mundial en Parejas de AAA (1 vez) – con Dark Cuervo [11]
  - Campeonato Nacional Atómicos (3 veces) – con Escoria, Cuervo y Chessman (2), Dark Escoria, Dark Cuervo y Dark Espíritu (1) [8]
- Pro Wrestling Illustrated
  - PWI lo clasificó en el puesto número 254 de los 500 mejores luchadores individuales del PWI 500 en 2007.

### Luchas de Apuestas
| Ganador (apuesta)      | Perdedor (apuesta)             | Ubicación           | Evento                              | Fecha                 | Notas      |
| ---------------------- | ------------------------------ | ------------------- | ----------------------------------- | --------------------- | ---------- |
| Rey Dragón (cabellera) | Mosco de la Merced (cabellera) | Tulancingo, Hidalgo | Evento en vivo                      | 31 de enero de 1999   | [ Nota 1 ] |
| Mr. Águila (cabellera) | Ozz oscuro (cabellera)         | Zamora, Michoacán   | Espectáculo de Promociones Zamorana | 19 de octubre de 2019 | [ 26 ]     |

Notas
1. ↑  Lucha del Revés, una lucha de cabellera vs. cabellera entre luchadores enmascarados.